# Alojamiento web

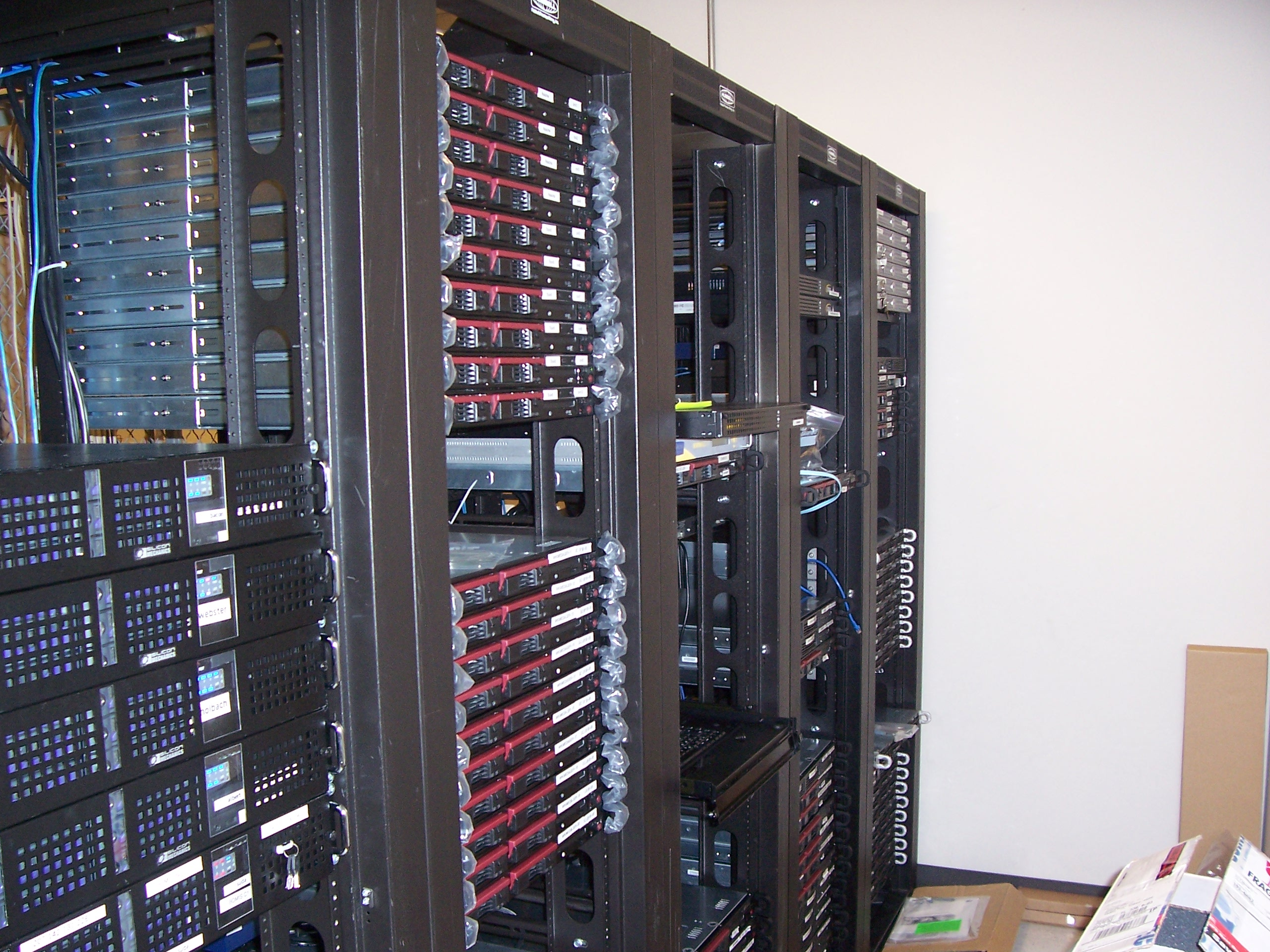
Servidores de Wikimedia en Tampa, Florida.

El alojamiento web u hospedaje web (a veces designado con el término equivalente en inglés hosting) es el servicio que provee a los usuarios de Internet un espacio de almacenamiento en línea, también conocido como webspace, que permite publicar todo el contenido relacionado con un sitio web. Es una analogía de "hospedaje o alojamiento en hoteles o habitaciones" donde uno ocupa un lugar específico, en este caso la analogía alojamiento web o alojamiento de páginas web, se refiere al lugar que ocupa una página web, sitio web, sistema, correo electrónico, archivos, en Internet o más específicamente en un servidor, que por lo general hospeda varias aplicaciones o páginas web.
Las compañías que proporcionan espacio de un servidor a sus clientes se suelen denominar con el término en inglés web host.
El hospedaje web aunque no es necesariamente un servicio, se ha convertido en un lucrativo negocio para las compañías de Internet en todo el mundo. Es un espacio en un servidor en el cual se guardará toda la información de tu sitio web y estará activo durante un año.
Se puede definir como "un lugar para tu página web o correos electrónicos", aunque esta definición simplifica de manera conceptual el hecho de que el alojamiento web es en realidad espacio en Internet para prácticamente cualquier tipo de información, sea archivos, sistemas, correos electrónicos, videos, etcétera.

## Tipos de alojamiento web en Internet
Según las necesidades específicas de un usuario, existen diferentes tipos de alojamiento web entre los cuales el usuario ha de elegir la opción acorde a sus necesidades. Entre los principales tipos de alojamiento web se encuentran:

### Alojamiento gratuito
El alojamiento gratuito es extremadamente limitado comparado con el alojamiento de pago. Estos servicios generalmente agregan publicidad en los sitios además de contar con recursos muy limitados (espacio en disco, tráfico de datos, uso de CPU, etc.).

### Alojamiento por donación
Este tipo de alojamiento por donación tiene unas características a nombrar importantes, ya que es un método nuevo de implementación puesto que es mejor que el alojamiento gratuito, esto quiere decir que tiene las prestaciones de un alojamiento de pago pero creado para ser mantenido por los usuarios de la comunidad, los cuales utilizan el servicio, reciben soporte de manera adecuada y no tienen publicidad en sus sitios o proyectos de desarrollo.

### Alojamiento compartido
En este tipo de servicio se alojan clientes de varios sitios en un mismo servidor, gracias a la configuración del programa servidor web. Resulta una alternativa muy buena para pequeños y medianos clientes, es un servicio económico debido a la reducción de costos ya que al compartir un servidor con cientos miles o millones de personas o usuarios el costo se reduce drásticamente para cada uno, y tiene buen rendimiento.
Entre las desventajas de este tipo de hospedaje web hay que mencionar sobre todo el hecho de que compartir los recursos de hardware de un servidor entre cientos o miles de usuarios disminuye notablemente el rendimiento del mismo. Es muy usual también que las fallas ocasionadas por un usuario repercutan en los demás por lo que el administrador del servidor debe tener suma cautela al asignar permisos de ejecución y escritura a los usuarios. En resumen las desventajas son: disminución de los recursos del servidor, de velocidad, de rendimiento, de seguridad y de estabilidad.

### Alojamiento de imágenes
Este tipo de hospedaje se ofrece para guardar imágenes en Internet, la mayoría de estos servicios son gratuitos y las páginas se valen de la publicidad colocadas en su página al subir la imagen.

### Alojamiento de vídeo
Si bien el alojamiento de imágenes forma parte de lo habitual en un servicio de alojamiento web, en general, no es recomendable alojar vídeo en un servicio de alojamiento web convencional debido al gran consumo de ancho de banda y espacio de este tipo de medios.
Por este motivo existen diversos servicios especializados de alojamiento de vídeo, muchos de ellos con opciones de servicio gratuitas. Los ejemplos más conocidos son los servicios de YouTube y Vimeo, pero también existen específicamente orientados a profesionales como Wistia que proveen valor añadido a través de funcionalidades avanzadas como funciones avanzadas de analítica web, seguimiento del comportamiento de los usuario o mapas de calor.
Por otra parte, los CMS (siglas en inglés de sistemas de gestión de contenidos) modernos como, por ejemplo, WordPress o Joomla, permiten integrar estos vídeos fácilmente de modo que hospedar vídeos en un alojamiento especializado y un sistema WordPress en un alojamiento convencional suele ser la fórmula óptima en la mayoría de los casos.

### Alojamiento de correo corporativo
El servicio de envío y recepción de correos es una actividad que consume muchos recursos del servidor web o alojamiento web. Por eso muchas veces las empresas se ven obligadas a contratar un servicio de alojamiento exclusivo para correos corporativos como Microsoft o Google. Este servicio de alojamiento de correos corporativos se enfoca en satisfacer todas las demandas de los usuarios de correos, tales como seguridad, filtros antispam, velocidad, sincronización en varios aparatos, manejo de contactos y eventos, manejo de documentos en la nube, etc.

### Alojamiento revendedor (reseller)
Este servicio de alojamiento está diseñado para grandes usuarios o personas que venden el servicio de hospedaje a otras personas. Estos paquetes cuentan con gran cantidad de espacio y de dominios disponibles para cada cuenta.
Así mismo, estos espacios tienen un límite de capacidad de clientes y dominios alojados y por ende exige buscar un servidor dedicado.

### Servidores virtuales (Virtual Private Server, VPS)
Un servidor privado virtual consiste en un entorno aislado, creado en un servidor físico mediante tecnología de virtualización. Esta solución ofrece todas las ventajas de un servidor estándar, con recursos asignados y una administración completa. Asimismo, le permite elegir el sistema operativo (Windows , Linux) y las aplicaciones que desea utilizar, sin restricciones en su configuración. 
La empresa ofrece el control de una computadora aparentemente no compartida, que se realiza mediante una máquina virtual. Así se pueden administrar varios dominios de forma fácil y económica, además de elegir los programas que se ejecutan en el servidor. Por ello, es el tipo de producto recomendado para empresas de diseño y programación web.

### Servidores dedicados
Un servidor dedicado es una computadora comprada o arrendada que se utiliza para prestar servicios dedicados, generalmente relacionados con el alojamiento web y otros servicios en red. A diferencia de lo que ocurre con el alojamiento compartido, en donde los recursos de la máquina son compartidos entre un número indeterminado de clientes, en el caso de los servidores dedicados, generalmente es un solo cliente el que dispone de todos los recursos de la máquina para los fines por los cuales haya contratado el servicio.
Los servidores dedicados pueden ser utilizados tanto para prestar servicios de alojamiento compartido como para prestar servicios de alojamiento dedicado, y pueden ser administrados por el cliente o por la empresa que los provee. El cuidado físico de la máquina y de la conectividad a Internet está generalmente a cargo de la empresa que provee el servidor. Un servidor dedicado generalmente se encuentra localizado en un centro de datos.
Un servidor dedicado puede ser entendido como la contraparte del alojamiento web compartido, pero eso no significa que un servidor dedicado no pueda ser destinado a entregar este tipo de servicio. Este es el caso cuando, por ejemplo, una empresa dedicada al negocio del alojamiento web compra o arrienda un servidor dedicado con el objetivo de ofrecer servicios de alojamiento web a sus clientes.
Por otro lado, un servidor dedicado puede ser utilizado como una forma avanzada de alojamiento web cuando un cliente o empresa tiene requerimientos especiales de rendimiento, configuración o seguridad. En estos casos es común que una empresa arriende un servidor dedicado para autoabastecerse de los servicios que necesita disponiendo de todos los recursos de la máquina.
La principal desventaja de un servidor dedicado es el costo del servicio, el cual es muy superior al del alojamiento compartido. Esto debido principalmente al costo mensual de la máquina y la necesidad de contratar los servicios para la administración y configuración del servidor.

### Servidores dedicados administrados
Son las máquinas que se usan como servidores dedicados, pero que además incluyen un servicio de soporte de mantenimiento de las máquinas y del software de las máquinas.
Antes, solo los expertos podían darse el lujo de usar un servidor dedicado, ya que se necesita bastante conocimiento y experiencia especializada en servidores para poder manejar un servidor dedicado.
En cambio ahora con este servicio cualquier persona puede contratar un servidor dedicado y simplemente ordenar que le instalen una aplicación o que actualicen el sistema o que optimicen las librerías del sistema, y así una lista larga de tareas.
El precio de un servidor dedicado administrado es mucho más caro, debido a que el trabajo humano en lo que respecta a servidores es muy cotizado.

### Alojamiento Administrado y No Administrado
Algunas compañías ofrecen a sus clientes mejores precios si contratan un plan de alojamiento "No Administrado" esto quiere decir que ellos se limitarán a ofrecer la conectividad, recursos, panel de control y todas las herramientas necesarias para administrar el plan contratado pero no le brindarán asistencia para los fallos, desconfiguraciones, o errores causados por la aplicación web que se esté ejecutando (CMS, archivos de PHP, HTML) los cuales deben ser administrados enteramente por el webmaster del sitio web.
En el "Alojamiento Administrado" normalmente conlleva un precio más alto pero el soporte técnico incluye una cierta cantidad de incidencias / horas en el lapso de un mes o un año según el plan contratado y usted puede solicitar ayudar para remediar problemas en sus scripts, errores de ejecución u otros similares.

### Colocación (housing)
Este servicio consiste básicamente en vender o alquilar un espacio físico de un centro de datos para que el cliente coloque ahí su propia computadora. La empresa le da la corriente y la conexión a Internet, pero el servidor lo elige completamente el usuario (hasta el hardware).

### Alojamiento web en la nube
El alojamiento web en la "nube" está basado en las tecnologías más innovadoras que permiten a un gran número de máquinas actuar como un sistema conectadas a un grupo de medios de almacenamiento, tiene ventajas considerables sobre las soluciones de hospedaje tradicionales tal como el uso de recursos. La seguridad de un sitio web alojado en la "nube" (cloud) está garantizada por numerosos servidores en lugar de solamente uno. La tecnología de computación en la nube también elimina cualquier limitación física para el crecimiento en tiempo real y hace que la solución sea extremadamente flexible.

## Criterios y modalidades de contratación de un servicio de alojamiento
Un servicio de alojamiento web puede ser de pago o gratuito.

### Servicios de pago
Este tipo de modalidad consiste en un contrato con un proveedor de internet, el cual junto con una conexión a Internet, pone a disposición del usuario una máquina con recursos de almacenamiento para alojar su web.
Otra modalidad de servicio es contratando algún servicio de una empresa no dependiente de la conexión a internet, las cuales ofrecen según las capacidades de sus servidores o de su espacio. Casi siempre a la par, entregan servicios añadidos, como la ejecución de tareas automáticas o cuentas de correo electrónico gratuitas.
Normalmente la contratación se realiza por la vía electrónica, por tarjeta de crédito o por sistemas de pagos como PayPal.

### Servicios gratuitos
Este tipo de servicio viene dado por la base de ser gratuito, y sin costo alguno al suscriptor. En este tipo de servicios generalmente son alojadas páginas con bajos recursos de mantenimiento o aquellas cuyos dueños no poseen suficiente dinero para mantenerla.
Como medio de financiamiento el servidor puede incrustar mensajes publicitarios de Adsense u otras empresas en diferentes lugares de la web, así como pop-ups, dependiendo del servidor.
Las limitaciones de estas ofertas suelen ser: contar con espacio muy limitado impidiendo usar el servicio como almacén de datos, no permitir alojar páginas subversivas o de contenido adulto, limitar el acceso a configuraciones del servicio, entre otras.
De todas maneras existe una amplia oferta de alojamientos gratuitos con características muy diferentes, que pueden satisfacer desde las necesidades de programadores que desean un lugar donde hacer pruebas hasta las de webmasters que mantienen un sitio con un bajo volumen de visitas.

### Criterios de contratación
No todos los servicios de alojamiento web sirven para todos los proyectos, por tanto, es necesario examinar una serie de criterios en la contratación del servicio.
Entre los criterios más importantes se encuentran los siguientes:
- Los dominios se pueden adquirir por separado (con otro proveedor) o con el mismo proveedor de alojamiento web.
- Previsión de tráfico: Los hospedajes web muy baratos suelen tener muchas una capacidad de tráfico limitada (menos de 1000  visitas diarias). Especialmente a la hora de migrar una web de un alojamiento a otro hay que tener cuidado con esto.
- La capacidad del servidor: Capacidad de proceso (capacidad de CPU), espacio en disco y ancho de banda disponible.
- El tipo de tecnología que utilizará la web: páginas estáticas HTML o aplicaciones PHP (u otras tecnologías como ASP.NET de Microsoft). El caso de usar aplicaciones, el servidor de alojamiento soportar su tecnología.
- Capacidad de alojamiento multidominio: es decir, que el alojamiento soporte una sola web (un único dominio) o varias webs con diferentes dominios.
- La ubicación del data center, siendo preferente lo más cercano al país al que tiene como principal objetivo el proyecto
- Los servicios complementarios que da la empresa, como el mantenimiento.
- Seguridad de la sala de servidores o centro de procesamiento de datos: se trata de averiguar si el proveedor de alojamiento web tiene un centro de procesamiento de datos que este protegido contra hackers o desastres naturales y que tengan sistemas de recuperación de datos confiables.

## Servidores y servicios
Un alojamiento web se puede diferenciar de otro por el tipo de sistema operativo, bases de datos y motor de generación de sitios web que exista en él. La combinación más conocida y extendida es la del tipo LAMP (Linux, Apache, MySQL y PHP), aunque se está comenzando a usar una combinación con Java.
Los servicios más comunes que se pueden incluidos en un alojamiento son los siguientes:
- Alojamiento de ficheros y acceso vía web a los ficheros para subidas, descargas, edición, borrado, etc.
- Acceso a ficheros vía FTP.
- Creación de bases de datos, típicamente MySQL en el caso de alojamientos basados en Linux y administración vía web de las base de datos con herramientas web como phpMyAdmin.
- Cuentas de correo electrónico con dominio propio, gestión de listas de correo, acceso vía clientes de sobremesa (tipo MS Outlook, etc.) y acceso vía webmail a estas cuentas. Reenvía del correo a otras cuentas (incluso externas).
- Discos duros virtuales que se pueden configurar como unidad de red en un equipo local vía protocolos como WebDAV.
- Copias de seguridad.
- Gestión de dominios y subdominios.
- Estadísticas de tráfico.
- Asistentes para la instalación rápida de paquetes software libre populares como WordPress, Joomla, etc.

## Calidad de servicio y disponibilidad de un servicio de alojamiento web
En un servicio de alojamiento web es prácticamente imposible garantizar una disponibilidad de servicio del 100%. Por tanto, se suele indicar la disponibilidad del servicio de alojamiento como un parámetro de calidad y nivel de servicio que suele guardar una estrecha relación con el precio del mismo.
La siguiente tabla muestra la traducción de un porcentaje determinado de disponibilidad a la cantidad correspondiente de tiempo que un sistema se encontraría caído por año, mes o semana.
| Disponibilidad % | Tiempo caídas al año | Tiempo caídas al mes | Tiempo caídas por semana |
| ---------------- | -------------------- | -------------------- | ------------------------ |
| 90%              | 36,5 días            | 72 horas             | 16,8 hora                |
| 95%              | 18,25 días           | 36 horas             | 8,4 horas                |
| 97%              | 10,96 días           | 21,6 horas           | 5,04 horas               |
| 98%              | 7,30 días            | 14,4 horas           | 3,36 horas               |
| 99%              | 3,65 días            | 7,20 horas           | 1,68 horas               |
| 99,5%            | 1,83 días            | 3,60 horas           | 50,4 minutos             |
| 99,8%            | 17,52 horas          | 86,23 minutos        | 20,16 minutos            |
| 99,9%            | 8,76 horas           | 43,2 minutos         | 10,1 minutos             |
| 99,95%           | 4,38 horas           | 21,56 minutos        | 5,04 minutos             |
| 99,99%           | 52,56 minutos        | 4,32 minutos         | 1,01 minutos             |

## Dominios
Algunos planes de alojamiento (no gratuitos) incluyen un nombre de dominio para que sea más fácil acceder al sitio. Si no viene incluido, es el usuario quien tiene que registrar un dominio mediante un registrador, usar un subdominio de la misma compañía o bien registrar su dominio personalizado a través de esta (muchas lo incluyen gratis en los planes anuales el primer año).